# Parantennaria uniceps
Parantennaria uniceps là một loài thực vật có hoa trong họ Cúc. Loài này được (F.Muell.) Beauverd mô tả khoa học đầu tiên năm 1911.